# Филипино Липи
Филипино Липи (итал. Filippino Lippi; Прато, око 1457 – Фиренца, 1504) био је италијански сликар ренесансе.
Његов отац, славни монах-сликар Фра Филипо Липи, преминуо је убрзо по његовом рођењу. Као и отац имао је извесну несталност у раду и еклектицизам у стилу. На њега је велики утицај оставио Сандро Ботичели.
Стварао је у Фиренци, неко време у Прату и у Риму. Многа своја дела је подређивао стилу других сликара: Мазачу (када је радио на довршењу фресака у капели Бранкачи), Леонарду (када је довршавао „поклоњење мудраца"), чак и старом византијском стилу са златном позадином. Ипак, највише је био везан за Ботичелија. За њега је био карактеристичан оштар цртеж. Нека од познатијих дела су му: „Аутопортрет“, „Портрет старца“, „Извођење апостола Петра из тамнице“, „Васкрснуће царског сина“, „Мученичка смрт ап. Петра“, „Јављање Богоматери св. Бернарду“, „Портрет младића“.
Највеће дело његове каријере је серија фресака за Строцијеву капелу, која је завршена 1502. године (Подизање Друзијане).
Филипино је умро априла 1504. у Фиренци.

## Спољашње повезние
- Филипино Липи - Биографија (језик: енглески)
- Филипино Липи на Web Galery of Art (језик: енглески)
- Филипино Липи на олгиној галерији (језик: енглески)
- Филипино на „Католичкој Енциклопедији" (језик: енглески)